# Васильев, Николай Георгиевич (директор завода)
Никола́й Гео́ргиевич Васи́льев (15 февраля 1914, Стодолищенский район, Западная область — 24 июля 2013, Азов, Ростовская область) — советский хозяйственный деятель.

## Биография
Родился в 1914 году в селе Ковали. Член КПСС.
С 1930 года — на хозяйственной, общественной и политической работе. В 1930—1990 гг. — рассыльный, хронометражист на Днепропетровском металлургическом заводе, главный энергетик оборонного завода № 322 в Орске, инженерно-технический работник в оборонной промышленности, директор Азовского оптико-механического завода.
Лауреат Ленинской и Государственной премий СССР.
Делегат XXV съезда КПСС.
Умер в Азове 24 июля 2013 года.